# Баррачина, Фернандо
Фернандо Баррачина Пло (исп. Fernando Barrachina Plo; 24 февраля 1947 года, Гранада — 4 января 2016 года, Валенсия) — испанский футболист.

## Клубная карьера
Начинал свою карьеру футболиста в команде «Гранада» из его родного города. Он дебютировал за неё в матче 11-го тура чемпионате Испании 1966/67, в гостевом поединке против мадридского «Атлетико». 15 января 1967 года Баррачина забил свой первый гол за «Гранаду» в чемпионате, сократив разрыв в счёте в гостевой игре с «Сарагосой». «Гранада» же по итогам турнира проиграла в стыковых матчах «Бетису» и отправилась во Второй дивизион. Через год команда, выиграв свою группу, вернулась в элиту испанского футбола. Сезон 1968/69 «Гранада» закончила в середине турнирной таблицы, а Баррачина регулярно выходил на поле и отметился одним забитым мячом.
В 1969 году перешёл в «Валенсию», где провёл следующие 7 с половиной сезонов.

## Карьера в сборной
Провёл один матч в составе сборной Испании, отыграв все 90 минут в домашней встрече против сборной Финляндии. Матч состоялся 15 октября 1969 года в городе Ла-Линеа-де-ла-Консепсьон в рамках отборочного турнира Чемпионата мира по футболу 1970 года.